# シンディーア
シンディーア（イタリア語: Sindia）は、イタリア共和国サルデーニャ自治州ヌーオロ県にある、人口約1,700人の基礎自治体（コムーネ）。

## 地理

### 位置・広がり

#### 隣接コムーネ
隣接するコムーネは以下の通り。括弧内のSSはサッサリ県、ORはオリスターノ県所属を示す。
- マコメール
- ポッツォマッジョーレ (SS)
- サーガマ (OR)
- スカーノ・ディ・モンティフェッロ (OR)
- セメステネ (SS)
- スーニ (OR)